# Anthrenus maculifer
Anthrenus maculifer es una especie de escarabajo de piel del género Anthrenus, categorizada en la tribu Anthrenini, de la subfamilia Megatominae.

## Distribución
Se distribuye por China, India, Indonesia, Japón, Laos, Malasia, Birmania, Nepal, Tailandia y Vietnam.

## Taxonomía
Fue descrita por Reitter en 1881.